# Bahnhof Kaufering

Der Bahnhof Kaufering ist der Bahnhof des Marktes Kaufering im oberbayerischen Landkreis Landsberg am Lech. Er ist ein Eisenbahnknoten, der die Bahnstrecke München–Buchloe mit der Bahnstrecke Bobingen–Kaufering und der Bahnstrecke Kaufering–Landsberg am Lech verknüpft. Die Station verfügt über fünf Bahnsteiggleise an einem Haus- und zwei Mittelbahnsteigen. Sie wird täglich von ungefähr 140 Regionalzügen der DB Regio Allgäu-Schwaben und der Bayerischen Regiobahn (BRB) bedient.
Der Bahnhof Kaufering wurde 1872 durch die Königlich Bayerischen Staatseisenbahnen als Durchgangsbahnhof an der Strecke Buchloe–Kaufering–Landsberg eröffnet. Ein Jahr später wurde die Gesamtstrecke München–Kaufering–Buchloe in Betrieb genommen, sodass der Bahnhof zum Trennungsbahnhof wurde. Mit der Eröffnung der Strecke nach Bobingen 1877 wurde er zum Eisenbahnknoten. Aufgrund der strategischen Lage erweiterte die Deutsche Reichsbahn im Zweiten Weltkrieg den Bahnhof. Ende der 1980er und in den 1990er Jahren wurden das Empfangsgebäude modernisiert und die Gleisanlagen teilweise zurückgebaut.

## Lage
Der Bahnhof Kaufering befindet sich südlich des Marktes Kaufering. Das Bahnhofsareal wird nördlich durch die Bahnhofsstraße und südlich durch die Viktor-Frankl-Straße begrenzt. Im Osten des Bahnhofsgeländes unterquert die Augsburger Straße mit einer Unterführung die Gleise, im Westen überquert die Kreisstraße LL 22 mit einer Brücke die Strecke. Das Empfangsgebäude liegt nördlich der Gleisanlagen und hat die Adresse Bahnhofsstraße 15.
Die VzG-Strecke 5520 von München nach Buchloe ist eine zweigleisige, elektrifizierte Hauptbahn. Die Strecken 5363 Richtung Bobingen und 5364 Richtung Landsberg am Lech sind hingegen eingleisige Nebenbahnen. 

## Geschichte
Am 9. April 1869 verabschiedete der Bayerische Landtag ein Gesetz zum Bau einer Bahnstrecke von München nach Memmingen, die in Buchloe an die Ludwigs-Süd-Nord-Bahn anschließen sollte. Entgegen der Bemühungen der Stadt Landsberg, einen direkten Anschluss an die Strecke zu erhalten, wurde aufgrund geringerer Kosten eine Streckenführung über Kaufering beschlossen. Landsberg sollte stattdessen mit einer Stichbahn nach Kaufering an die Hauptstrecke angeschlossen werden. Ende 1869 begannen die Bauarbeiten für die Bahnstrecke von München nach Buchloe und 1870 der Bau der Stichbahn nach Landsberg. Der Kauferinger Bahnhof entstand westlich des Lechs, obwohl sich die alte Kauferinger Ortsmitte am östlichen Lechufer befand. Ein Bahnhof nahe der Ortsmitte hätte allerdings aufgrund schwieriger Geländeverhältnisse zu höheren Kosten geführt, sodass die Lage westlich des Lechs beschlossen wurde.
Am 1. November 1872 eröffneten die Königlich Bayerischen Staatseisenbahnen die Hauptstrecke von Buchloe nach Kaufering, an die im zeitgleich eröffneten Bahnhof Kaufering die Strecke nach Landsberg am Lech anschloss. Am 1. Mai 1873 wurde die Verlängerung von Kaufering nach München in Betrieb genommen, sodass nun durchgehender Zugverkehr von München nach Lindau möglich war. Der Bahnhof Kaufering erhielt 1872 ein dreigeschossiges Empfangsgebäude in Ziegelbauweise mit Walmdach. Daneben waren ein Güterschuppen mit Laderampe, ein Toilettengebäude, Wasserkräne, ein Wasserhaus und ein Wohngebäude für die Bahnbediensteten vorhanden. Außerdem gab es eine zweiständige Wagenremise mit angeschlossener Drehscheibe. Die Gleisanlagen bestanden aus fünf Hauptgleisen. Für die Wechselwärter, die für das Stellen der Weichen verantwortlich waren, gab es an der westlichen und östlichen Bahnhofsausfahrt jeweils ein Wechselwärterhaus mit Dienst- und Wohnräumen. Am 15. Mai 1877 nahmen die Königlich Bayerischen Staatsbahnen die Strecke von Kaufering nach Bobingen in Betrieb. Kaufering war nun ein Bahnknoten, an dem sich die Züge von München nach Buchloe und von Augsburg nach Landsberg kreuzten. Am 5. April 1893 wurde der Bahnhof zentralisiert, dies bedeutet, dass die Hebel zum Stellen der Weichen und der Signale in mechanischen Stellwerken zusammengefasst wurden. Der Bahnhof erhielt ein Befehlsstellwerk im Empfangsgebäude sowie zwei weitere Wärterstellwerke. Die Wechselwärterhäuser wurden zu Wohngebäuden umfunktioniert.
Mit den zweigleisigen Ausbau der Strecke München–Buchloe bauten die Königlich Bayerischen Staatsbahnen den Bahnhof 1906 um. Die Gleisanlagen und Weichen wurden umgestaltet und die Zahl der Hauptgleise auf sieben erhöht. Die höhengleichen Gleisübergänge wurden durch eine Bahnsteigunterführung ersetzt und die Bahnsteige überdacht. Die Wagenremise wurde abgebrochen, die Drehscheibe nach Westen verlegt und ein zweiständiger Lokomotivschuppen mit integrierter Lokführerübernachtung neu errichtet. Außerdem entstand ein Anheizhaus für Lokomotiven, in das auch das Wasserhaus integriert wurde. Ende der 1920er Jahre richtete die Deutsche Reichsbahn einen Gleisanschluss zum Kieswerk Riebel ein, der an der westlichen Bahnhofsausfahrt vom Streckengleis nach Bobingen abzweigt. Ende der 1930er Jahre modernisierte die Deutsche Reichsbahn das Empfangsgebäude. Das Gebäude wurde verputzt und im Osten um einen zweigeschossigen Anbau erweitert. Im Zweiten Weltkrieg entstand südwestlich des Bahnhofs im Frauenwald eine Sprengstofffabrik der DAG, die über ein Anschlussgleis an den Kauferinger Bahnhof angeschlossen wurde. Für das dadurch deutlich steigende Güterverkehrsaufkommen errichtete die Deutsche Reichsbahn sechs weitere Gleise, sodass die Gleisanlagen nun 15 Gleise umfassten, und ein drittes Wärterstellwerk. Ein in den Jahren 1940 und 1941 entstandener Getreidespeicher und eine 1944 errichtete Bunkeranlage wurden ebenfalls mit Gleisanschlüssen zum Bahnhof ausgestattet. Über den Bahnhof Kaufering gingen sämtliche Materialtransporte und auch Transporte von Häftlingen des KZ-Außenlagerkomplex Kaufering, die beim Bau des Bunkers eingesetzt wurden.
Um Personal einzusparen, ersetzte die Deutsche Bundesbahn am 27. Juni 1979 die mechanischen Stellwerke durch ein Drucktastenstellwerk, welches im Bahnhofsgebäude installiert wurde. Für den Einsatz des neuen Stellwerks wurden alle Formsignale durch Lichtsignale ersetzt, dabei erhielten die Weichen anstatt des mechanischen einen elektrischen Antrieb. Das bereits nicht mehr genutzte Wasserhaus und der außer Betrieb genommene Lokschuppen wurden im Jahr 1981 abgebrochen. Bis zu ihrer Auflösung Anfang der 1980er Jahre gab es in Kaufering eine Bahnmeisterei. Sie war auf der Bahnstrecke München–Buchloe für den Abschnitt von Igling bis Epfenhausen, auf der Strecke Bobingen–Kaufering bis Klosterlechfeld, auf der Strecke Kaufering–Landsberg und auf der anschließenden Bahnstrecke Landsberg am Lech–Schongau bis Asch-Leeder zuständig. 1996 verkaufte die Deutsche Bahn den südlichen Teil der Bahnanlagen mit den Gleisen 11 bis 15 an den Markt Kaufering. Die Gleise wurden noch im selben Jahr demontiert und mit dem Bau einer Umgehungsstraße im Süden Kauferings und einer P+R-Anlage mit 250 Stellplätzen begonnen. Zur Anbindung des Parkplatzes verlängerte die Deutsche Bahn die Bahnsteigunterführung nach Süden und errichtete dort einen neuen Zugang. Im August 1997 war die Verlängerung des Bahnsteigtunnels und der Bau der neuen P+R-Anlage abgeschlossen. Ende 2003 legte die DB die Gleise 7 bis 10 und den Anschluss zum ehemaligen DAG-Gelände still. Im Sommer 2007 wurde der Gleisanschluss jedoch zur Anbindung des Sägewerks Klausner reaktiviert. Der Güterschuppen und das Ladegleis wurden 2007 abgetragen und an dieser Stelle weitere P+R-Stellplätze eingerichtet.
Im November 2008 wurde am Bahnhof Kaufering eine Gedenkstätte für die KZ-Häftlinge eingerichtet, die im Zweiten Weltkrieg in den Jahren 1944 und 1945 an den Bunkerbaustellen des Rüstungsprojekts Ringeltaube arbeiten mussten. Dafür wurde auf dem nicht mehr genutzten Ladegleis unter einer neugebauten Holzüberdachung ein Güterwagen der Bauart G 10 aufgestellt.
Die Bahnstrecke München–Buchloe–Memmingen–Lindau wurde 2018 bis 2020 ausgebaut und elektrifiziert. Die Bauarbeiten sollten ursprünglich 2014 beginnen und 2016 abgeschlossen sein. Aufgrund einiger Verzögerungen wurde die Elektrifizierung erst 2020 fertiggestellt und am 13. Dezember 2020 in Betrieb genommen.

## Aufbau

### Empfangsgebäude

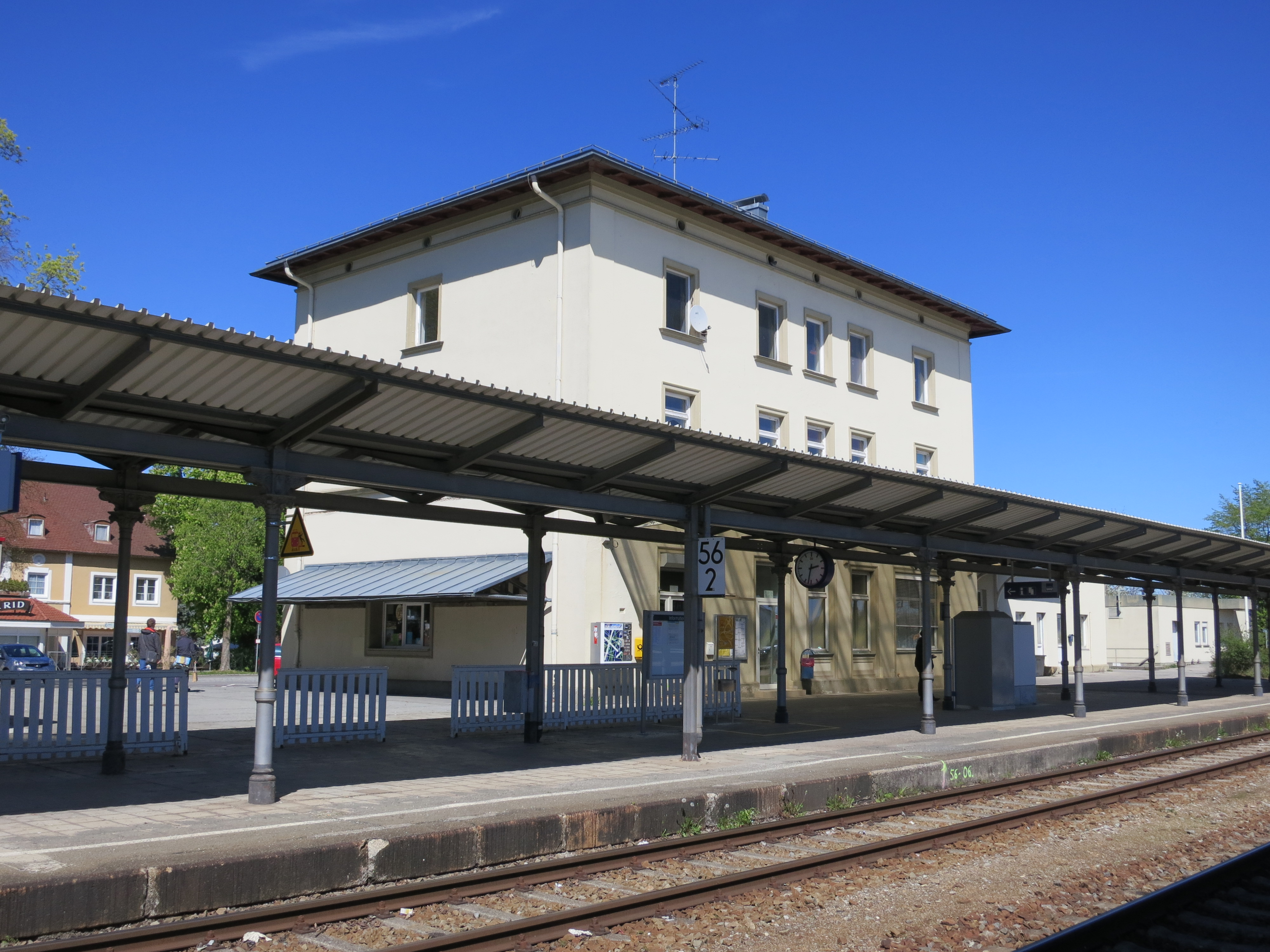
Empfangsgebäude von der Gleisseite

Im Jahr 1872 wurde das Empfangsgebäude als ein dreistöckiger Ziegelbau mit schiefergedecktem Walmdach erbaut. Die Türen und Fenster sind symmetrisch angeordnet, an den Seitenwänden sind jeweils zwei Gesimsbänder vorhanden. Im Erdgeschoss verfügte das Gebäude über zwei Diensträume, davon einer für den Fahrdienstleiter, zwei Wartesäle, davon einer für die erste und zweite Klasse und einer für die dritte Klasse, und über einen Vorraum, der sich am Eingang zur Straßenseite befand. Im zweiten und dritten Stock waren Wohnungen für die Bahnbediensteten untergebracht. Seitlich des Empfangsgebäudes schloss ein einstöckiger Anbau mit Satteldach an. Nach der Inbetriebnahme der beiden mechanischen Stellwerke wurde im Dienstraum des Fahrdienstleiters im Empfangsgebäudes ein Befehlsstellwerk eingerichtet. In den 1930er Jahren wurde das Gebäude verputzt und die alten Sprossenfenster durch Ganzscheibenfenster ersetzt. Westlich des Gebäudes errichtete die Deutsche Reichsbahn einen zweigeschossigen Bau mit flachem Zeltdach, der an den eingeschossigen Anbau anschloss. Im Empfangsgebäude befanden sich nach dem Zweiten Weltkrieg ein Fahrkartenschalter, Warte- und Diensträume und im zweiten und dritten Stock Wohnungen für Bahndienstete. Seit 1979 befindet sich im Empfangsgebäude ein Drucktastenstellwerk. Von 1990 bis 1991 wurde das Gebäude renoviert, bis heute ist ein Fahrkartenschalter vorhanden. Im Empfangsgebäude befindet sich ebenfalls ein öffentlich zugänglicher Warteraum.

### Bahnsteige und Gleisanlagen

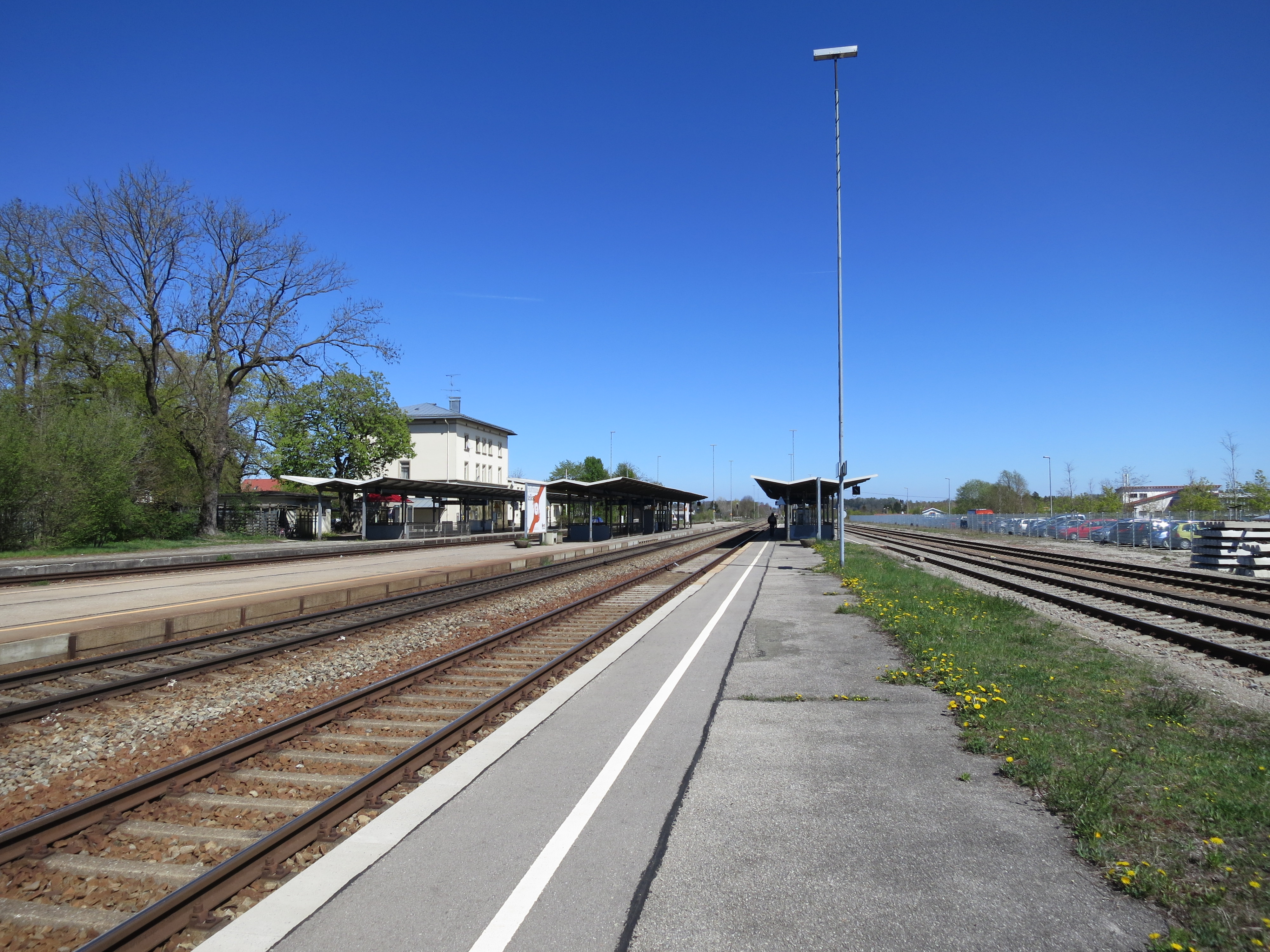
Bahnsteige des Bahnhofs

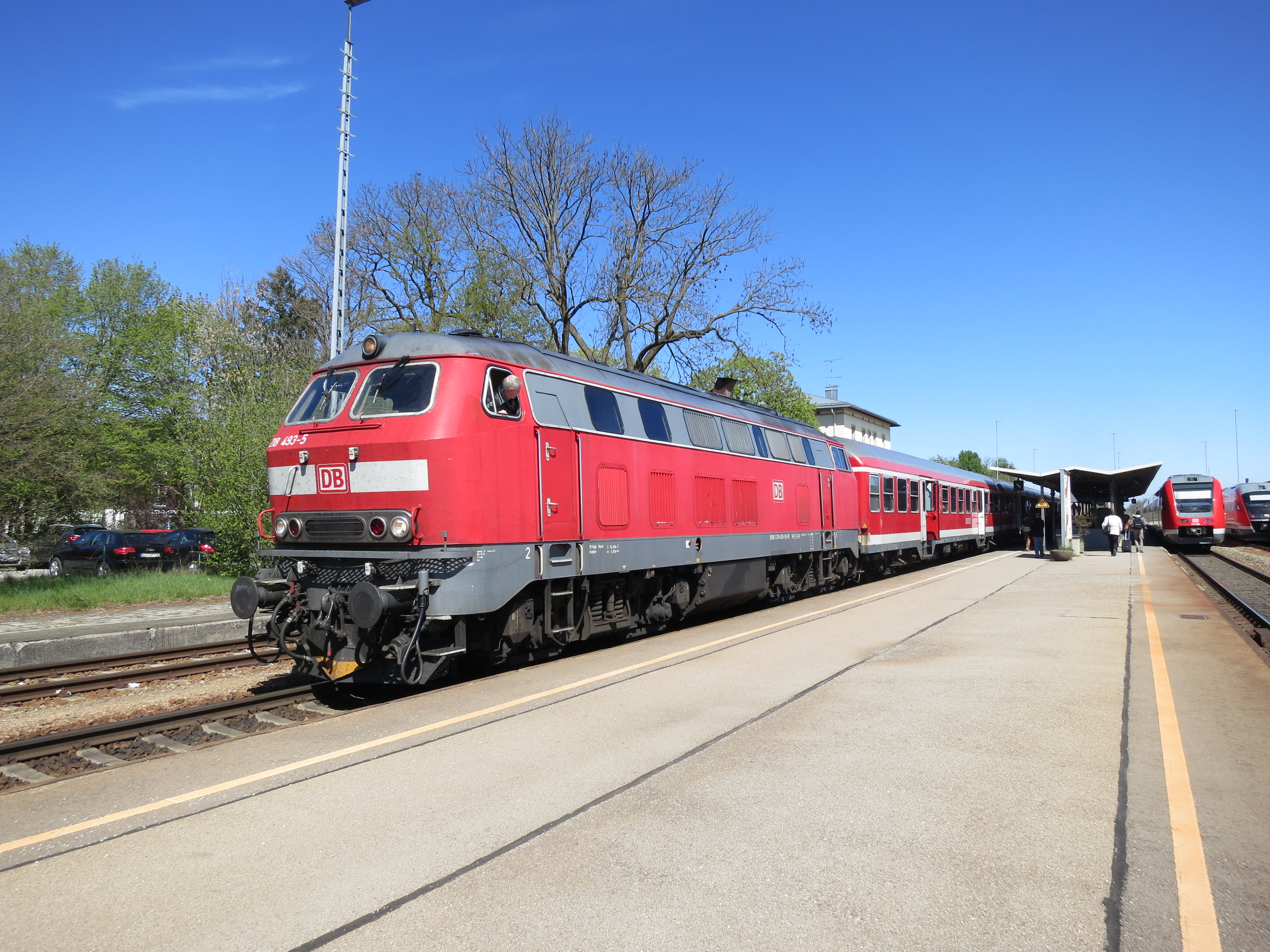
Baureihe 218 mit n-Wagen als Regional-Express auf Gleis 2

Ab 1873 bestanden die Gleisanlagen des Bahnhofs aus fünf Hauptgleisen, die mit Zwischenbahnsteigen ausgestattet waren. Östlich des Empfangsgebäudes war am Güterschuppen ein Ladegleis mit Stutzen vorhanden, westlich die zweiständige Wagenremise, die über eine Drehscheibe mit mehreren Abstellgleisen an die Hauptgleise angeschlossen war. Mit dem zweigleisigen Ausbau 1906 wurden die Gleise und Weichen des Bahnhofs umgebaut. Die bisherigen Zwischenbahnsteige wurden durch zwei Mittelbahnsteige ersetzt, die mit Bahnsteigdächern ausgestattet waren. Auch der Hausbahnsteig an Gleis 1 erhielt ein Bahnsteigdach. Die schienengleichen Übergänge wurden durch eine Bahnsteigunterführung ersetzt. Es entstand anstelle der Wagenremise ein neuer zweiständiger Lokschuppen, an den zwei Abstellgleise sowie ein Stumpfgleis zur nach Westen verlegten Drehscheibe angeschlossen waren. Südlich der Bahnsteige wurden zwei neue bahnsteiglose Gleise ergänzt.
Bis zum Zweiten Weltkrieg fügte die Deutsche Reichsbahn mit den Gleisen 8 und 9 noch zwei weitere bahnsteiglose Gleise im Süden hinzu. Mit dem Bau des DAG-Geländes wurden die Gleisanlagen ab 1939 deutlich erweitert. Es entstanden die als DAG-Gleise bezeichneten Gleise 10 bis 15, von denen eines ein Stumpfgleis war. Der Gleisanschluss zur Munitionsfabrik war direkt an die DAG-Gleise angeschlossen. Zudem wurden ein weiteres Stumpfgleis im Osten des Bahnhofs sowie ein etwa einen Kilometer langes Ausziehgleis im Westen, das parallel zur Hauptbahn nach Buchloe verlief, errichtet.
Mit dem Verkauf der südlichen Gleisanlagen am 9. Mai 1996 wurden die Gleise 11 bis 15 stillgelegt und im August und September 1996 abgebaut. Dabei wurde durch das Entfernen der Anschlussweiche auch das Ausziehgleis im Westen des Bahnhofs stillgelegt. Ende 2003 nahm die Deutsche Bahn durch Demontage der Weichen auch die Gleise 7 bis 10 und den zuletzt nur noch über Gleis 10 erreichbaren Gleisanschluss zum ehemaligen DAG-Gelände außer Betrieb. Anfang 2007 wurden die Gleise 7 bis 10 demontiert. Im Sommer 2007 schloss die DB den Anschlussgleis zum ehemaligen DAG-Gelände durch Einbau einer neuen Weiche wieder an die Gleise 5 und 6 des Bahnhofs an, um ab Oktober 2007 darüber das Sägewerk Klausner zu bedienen.
Der Bahnhof Kaufering besitzt heute fünf Bahnsteiggleise an einem Hausbahnsteig und zwei Mittelbahnsteigen. Die Bahnsteige sind bis heute mit den Bahnsteigdächern von 1906 ausgestattet und verfügen über digitale Zugzielanzeiger. Alle Bahnsteige sind über eine Fußgängerunterführung mit dem Hausbahnsteig und der P+R-Anlage verbunden. Der Bahnhof ist nicht barrierefrei ausgestattet. Südlich der Bahnsteige existiert noch das bahnsteiglose Gleis 6. Das Ladegleis ist bis heute erhalten und wird für die Gedenkstätte für die Opfer der NS-Zeit genutzt.
| Gleis | Nutzbare Länge | Bahnsteighöhe | Aktuelle Nutzung                          |
| ----- | -------------- | ------------- | ----------------------------------------- |
| 1     | 211 m          | 22 cm         | kein planmäßiger Zugverkehr               |
| 2     | 256 m          | 22 cm         | Regionalzüge in Richtung Buchloe          |
| 3     | 256 m          | 22 cm         | Regionalzüge in Richtung München          |
| 4     | 178 m          | 22 cm         | Regionalzüge in Richtung Augsburg         |
| 5     | 124 m          | 22 cm         | Regionalzüge in Richtung Landsberg (Lech) |

### Stellwerke
In der Anfangszeit des Bahnhofs wurden die Weichen über Hebel vor Ort von Wechselwärter gestellt. Am 5. April 1893 nahmen die Bayerischen Staatsbahnen mit der Zentralisierung des Bahnhofs drei neue mechanische Stellwerke in Betrieb. Der Bahnhof erhielt ein Befehlsstellwerk im Empfangsgebäude, das vom Fahrdienstleiter gesteuert wurde, sowie zwei weitere Wärterstellwerke, die in zweigeschossigen Weichentürmen untergebracht waren. Das Stellwerk I befand sich an der Bahnhofsausfahrt in Richtung München, das Stellwerk II an der Ausfahrt in Richtung Buchloe. 1939 eröffnete die Deutsche Reichsbahn für den Güterverkehr zum DAG-Gelände ein weiteres Wärterstellwerk, das sich als Stellwerk III im Westen des Bahnhofs direkt am Beginn des Gleisanschlusses zur Munitionsfabrik befand. Am 27. Juni 1979 nahm die Deutsche Bundesbahn im Empfangsgebäude ein Spurplandrucktastenstellwerk der Bauart SpDrL60 von Standard Elektrik Lorenz in Betrieb. Die drei mechanischen Wärterstellwerke an den Bahnhofsausfahrten wurden außer Betrieb genommen und kurz darauf abgebrochen.

## Verkehr

### Personenverkehr

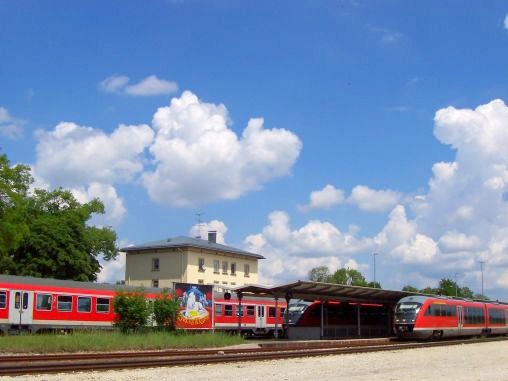
Regionalzüge der DB Regio im Bahnhof Kaufering (2007)

Der Bahnhof ist ein Taktknoten, jede halbe Stunde bestehen Umsteigeverbindungen zwischen Zügen in Richtung Buchloe, München und Landsberg und jede Stunde zusätzlich nach Augsburg.
Im Fahrplan 2021 wird der Bahnhof Kaufering jeweils im Zwei-Stunden-Takt durch die Linien München–Lindau/Oberstdorf, München–Memmingen und München–Kempten von DB Regio und die Linie München–Füssen der Bayerischen Regiobahn (BRB) bedient, die zusammen einen Halbstundentakt zwischen München und Buchloe herstellen. Zudem halten in Kaufering im Stundentakt Züge der BRB zwischen Augsburg und Landsberg. Zwischen Kaufering und Landsberg verdichten zusätzliche Züge den Verkehr auf einen Halbstundentakt.
Von 2003 bis 2007 wurde der Bahnhof durch den Allgäu-Express von München nach Oberstdorf, von 2007 bis 2020 durch den alex der Regentalbahn von München nach Lindau und Oberstdorf bedient.
| Linie                    | Verlauf                                                                                 | Taktfrequenz    |
| ------------------------ | --------------------------------------------------------------------------------------- | --------------- |
| /                        | München – Kaufering – Buchloe – Kaufbeuren – Kempten – Immenstadt – Oberstdorf / Lindau | 120 min         |
| RE72                     | München – Kaufering – Buchloe – Türkheim (Bay) – Mindelheim – Memmingen                 | zweistündlich   |
| RB74                     | München – Kaufering – Buchloe                                                           | 60 min          |
| RB68                     | München – Kaufering – Buchloe – Kaufbeuren – Biessenhofen – Füssen                      | einzelne Züge   |
| RB69                     | Landsberg (Lech) – Kaufering (– Bobingen – Augsburg)                                    | 30 min (60 min) |
| Stand: 12. Dezember 2021 |                                                                                         |                 |

### Güterverkehr
Bis in die 1920er Jahre war der Bahnhof Kaufering für den Güterverkehr von eher geringer Bedeutung. Mit der Errichtung des Gleisanschlusses zum Kieswerk und dem Bau des DAG-Geländes stieg die Bedeutung des Bahnhofs für den Güterverkehr jedoch stark an und blieb auch nach dem Zweiten Weltkrieg bestehen. So wurden unter anderem Panzer und anderes Material für die Welfen-Kaserne der Bundeswehr transportiert. Von den 1950er bis in die 1970er Jahre war in Kaufering für Rangieraufgaben eine Kleindiesellokomotive der Bauart Kö II stationiert, bis in die 1980er Jahre zwei Kleinloks der Bauart Köf III (Baureihe 332). Noch in den 1980er Jahren wurden täglich bis zu 300 Güterwagen in Kaufering rangiert. Im örtlichen Güterverkehr verlud die DB vor allem landwirtschaftliche Produkte wie Zuckerrüben. Ab dem Ende der 1980er Jahre ging der Güterverkehr immer weiter zurück und die Güteranlagen des Bahnhofs wurden schrittweise demontiert. Den örtlichen Güterverkehr stellte die Deutsche Bahn Anfang der 2000er Jahre vollständig ein. Seit Oktober 2007 verkehren regelmäßig Güterzüge mit Sägespänen und Rundholz über den neu errichteten Gleisanschluss zum Sägewerk Klausner. Sie werden mit Lokomotiven der Baureihen 232, 233, 234 und 290 von DB Cargo oder 2143 der Stauden-Verkehrs-Gesellschaft gefahren. Die Augsburger Localbahn führt den Güterverkehr von Augsburg über Landsberg nach Schongau durch, wobei der Bahnhof Kaufering unter anderem für Rangierarbeiten genutzt wird.